# Тейдон Бойс
Тейдон Бойс ([ˌθeɪdən ˈbɔɪz] або [-ˈbɔɪs]) — село та цивільна парафія в районі Еппінг-Форест, Ессекс, Англія. Це 2,2 км на південь від Еппінга, 1,3 км., на північний схід від Лоутона та 9,6 км., на південь від Харлоу. За переписом 2011 року населення становило 4062 особи. 
Тедон-Буа знаходиться всередині автомагістралі M25 поблизу її перетину з автомагістраллю M11. Він обслуговується станцією метро Тейдон-Буа на центральній лінії та має одну початкову школу, Theydon Bois County Primary School. Він розташований на краю лісу Еппінг. Тут також є розв'язка Тейдон-Буа.
Характерною рисою села є майже повна відсутність вуличного освітлення . Селяни десятиліттями послідовно голосували проти встановлення такого освітлення, побоюючись, що це зашкодить традиційній атмосфері села та вимагатиме підвищення міського податку . Лише на підході до станції метро є невелика кількість ліхтарних стовпів.

## Історія
Тедон вперше зустрічається як Текден у 1062 році; воно, ймовірно, походить від староанглійського thæc + denu «долина, де добувають матеріали для солом’яного покриття». Друга частина назви відноситься до родини Буа (де Боско), яка володіла садибою в 12-13 століттях. Для назви села вимова: «бойс» або «хлопці». Коли Велика Східна залізниця побудувала свою гілку до Онгара, вона запитала клерка парафіяльної ради Еппінг Джона Віндаса, як це має писатися. Оскільки він трохи знав французьку мову та враховуючи близькість села до лісу, він запропонував, що найкращим варіантом написання буде «Буа». 
Тейдон-Холл, який знаходиться на місці старовинної садиби, знаходиться на південь від зеленого майданчика на дорозі Абрідж. Тейдон Холл був садибою до початку 17 століття. Поруч була стара парафіяльна церква, зруйнована 1843 року.

## Алея дерев

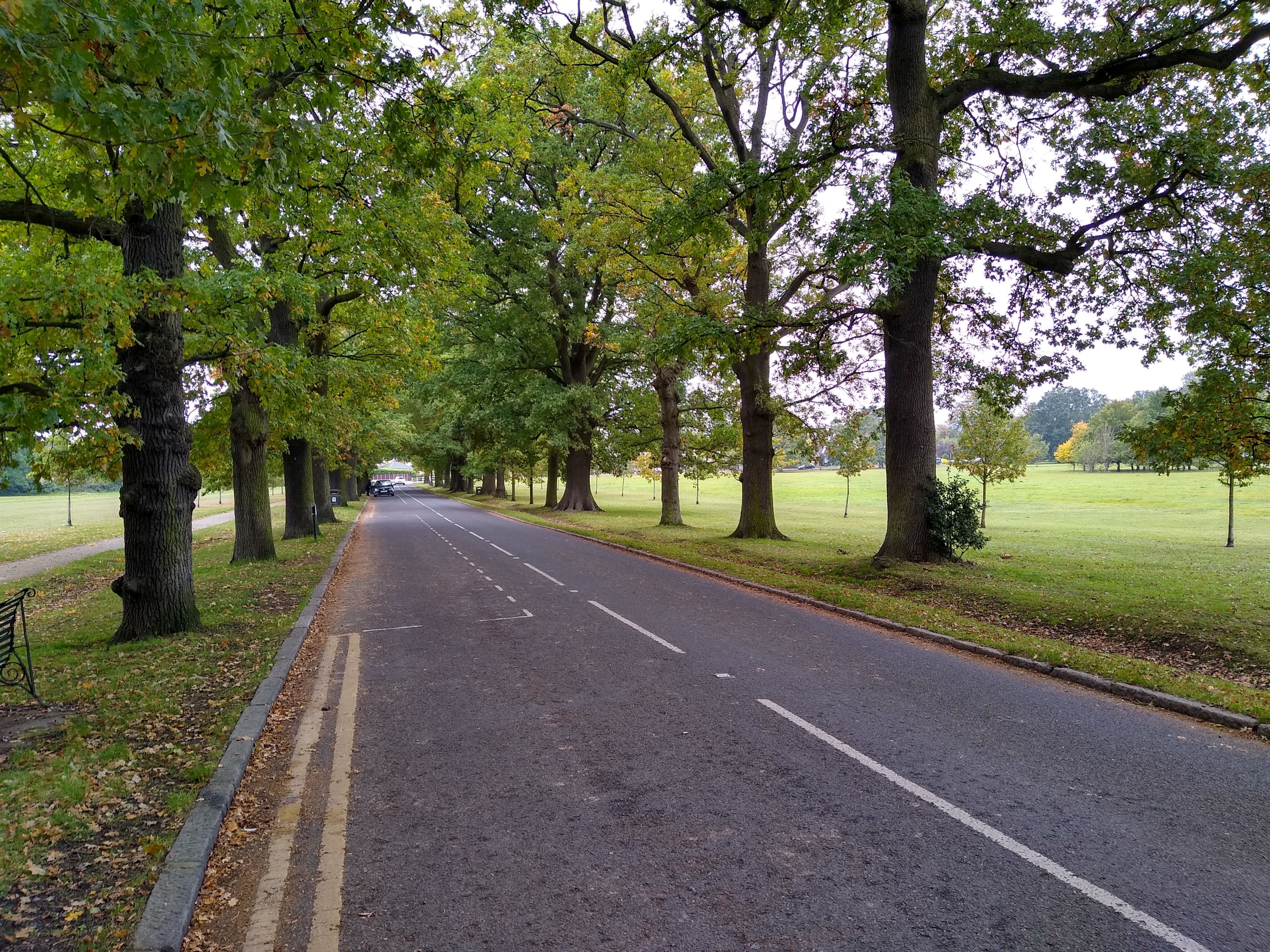
Лаутон Лейн

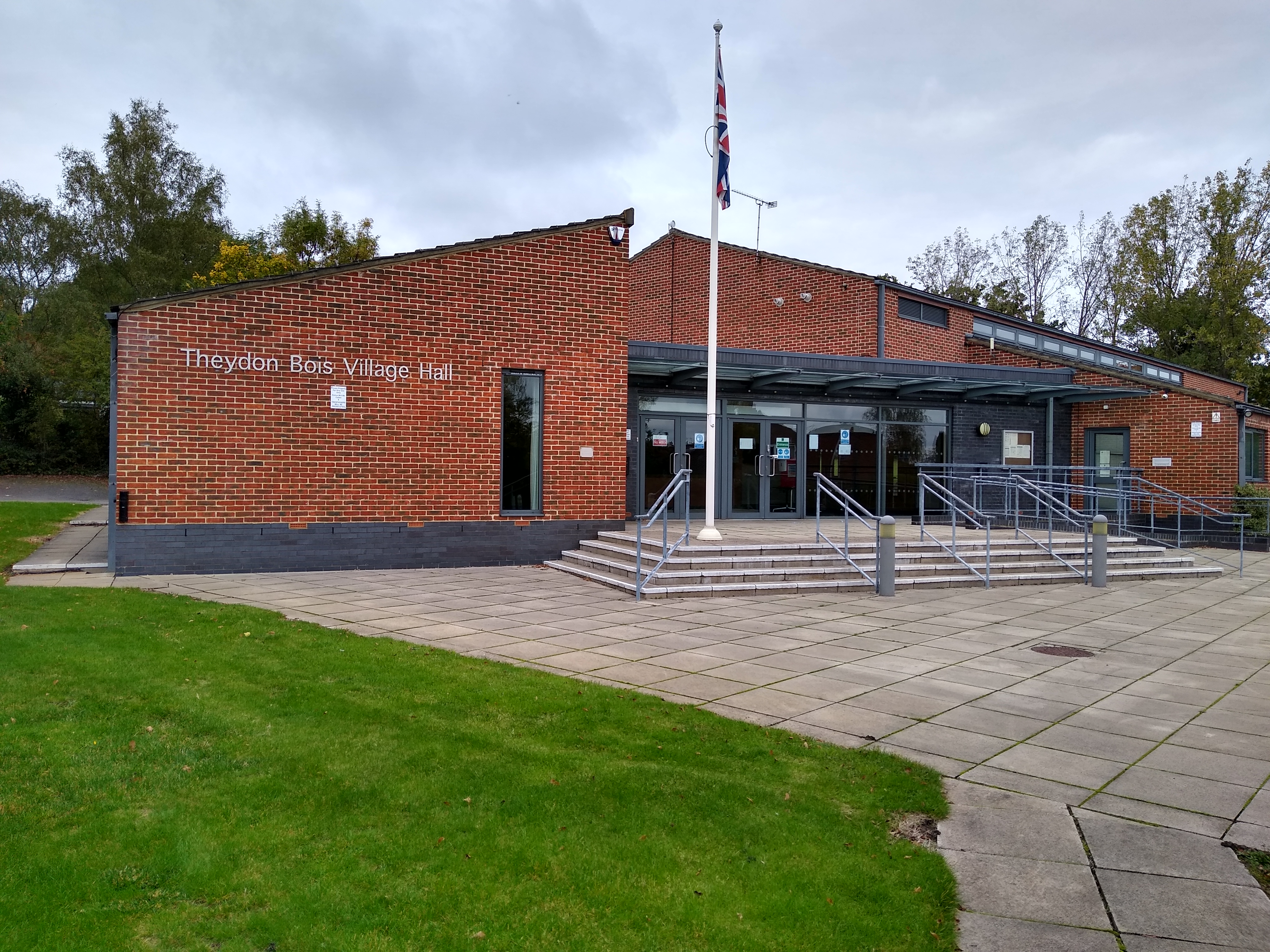
Сільська рада Тейдон-Буа

Найвизначнішою пам’яткою Тейдон-Бойса вважається «Алея дерев», яка вздовж Лоутон-Лейн, однієї з головних доріг міста. Дуби були висаджені в 1830-х роках, як вважають, на честь сходження на престол королеви Вікторії. Голова Лісового комітету Лондонського Сіті Еппінг сказала: «Авеню Тейдон [було] визначено як найвищий пріоритет серед багатьох інших алей з деревами, за якими зараз піклується лондонське Сіті».

## Транспорт
Станція метро Theydon Bois знаходиться на центральній лінії лондонського метро. На даний момент існує одне автобусне сполучення, яке сполучає село з Лаутоном, Абріджем, Еппінгом і Гарлоу.

## Управління
Тейдон-Буа керується на місцевому рівні Парафіяльною радою, що складається з 10 членів ради, які працюють на 4-річний термін, один з яких обирається головою ради на 12-місячний термін. У парламенті вона представлена виборчим округом Еппінг-Форест.